# مرحله حذفی جام ملت‌های اروپا ۲۰۱۶
مرحله حذفی جام ملت‌های اروپا ۲۰۱۶ در تاریخ ۲۵ ژوئن ۲۰۱۶ آغاز می‌شود و در تاریخ ۱۰ ژوئیه ۲۰۱۶ در ورزشگاه استاد دو فرانس واقع در شهر سن-دنی به پایان می‌رسد.

## تیم‌های انتخاب شده
از هرگروه دو تیم برتر گروه و چهار تیم برتر مقام سومی مرحله گروهی به مرحله حذفی صعود می‌کنند.
| گروه | مقام اول | مقام دوم | تیم‌های مقام سوم (چهار تیم برتر) |
| ---- | -------- | -------- | ------------------------------- |
| A    | TBD      | TBD      | TBD                             |
| B    | TBD      | TBD      | TBD                             |
| C    | TBD      | TBD      | TBD                             |
| D    | TBD      | TBD      | TBD                             |
| E    | TBD      | TBD      | TBD                             |
| F    | TBD      | TBD      | TBD                             |

## نمودار

### یک‌هشتم نهایی
| ۵ تیر ۱۳۹۵ ۱۷:۳۰ | سوئیس     | ۱–۱ (و.ا.) | لهستان          | ورزشگاه جئوفروی گویچارد، سن-اتین تماشاگران: ۳۸٬۸۴۲ داور: مارک کلاتنبورگ (انگلستان) |
| ۵ تیر ۱۳۹۵ ۱۷:۳۰ | شقیری ۸۲' | گزارش      | ۳۹' بلاژی‌کوفسکی | ورزشگاه جئوفروی گویچارد، سن-اتین تماشاگران: ۳۸٬۸۴۲ داور: مارک کلاتنبورگ (انگلستان) |
| ۵ تیر ۱۳۹۵ ۱۷:۳۰ |           |            |                 | ورزشگاه جئوفروی گویچارد، سن-اتین تماشاگران: ۳۸٬۸۴۲ داور: مارک کلاتنبورگ (انگلستان) |

|                                           |     | پنالتی‌ها                                            |  |
| لیختشتاینر · ژاکا · شقیری · شار · رودریگز | ۵–۴ | لواندوفسکی · میلیک · گلیک · بلاژی‌کوفسکی · کریچوویاک |  |

| ۵ تیر ۱۳۹۵ ۲۰:۳۰ | ولز                    | ۰–۱   | ایرلند شمالی | ورزشگاه پارک ده پرنس، پاریس تماشاگران: ۴۴٬۳۴۲ داور: مارتین اتکینسون (انگلستان) |
| ۵ تیر ۱۳۹۵ ۲۰:۳۰ | مک‌آئولی ۷۵' (گل‌به‌خودی) | گزارش |              | ورزشگاه پارک ده پرنس، پاریس تماشاگران: ۴۴٬۳۴۲ داور: مارتین اتکینسون (انگلستان) |
| ۵ تیر ۱۳۹۵ ۲۰:۳۰ |                        |       |              | ورزشگاه پارک ده پرنس، پاریس تماشاگران: ۴۴٬۳۴۲ داور: مارتین اتکینسون (انگلستان) |

| کرواسی | بازی ۳۹ | پرتغال |
| ------ | ------- | ------ |
|        |         |        |

| فرانسه | بازی ۴۰ | جمهوری ایرلند |
| ------ | ------- | ------------- |
|        |         |               |

| آلمان | بازی ۴۱ | اسلواکی |
| ----- | ------- | ------- |
|       |         |         |

| مجارستان | بازی ۴۲ | بلژیک |
| -------- | ------- | ----- |
|          |         |       |

| ایتالیا | بازی ۴۳ | اسپانیا |
| ------- | ------- | ------- |
|         |         |         |

| انگلستان | بازی ۴۴ | ایسلند |
| -------- | ------- | ------ |
|          |         |        |

### یک چهارم نهایی
| برنده بازی ۳۷ | بازی ۴۵ | برنده بازی ۳۹ |
| ------------- | ------- | ------------- |
|               |         |               |

| برنده بازی ۳۸ | بازی ۴۶ | برنده بازی ۴۲ |
| ------------- | ------- | ------------- |
|               |         |               |

| برنده بازی ۴۱ | بازی ۴۷ | برنده بازی ۴۳ |
| ------------- | ------- | ------------- |
|               |         |               |

| برنده بازی ۴۰ | بازی ۴۸ | برنده بازی ۴۴ |
| ------------- | ------- | ------------- |
|               |         |               |

### نیمه نهایی
| برنده بازی ۴۵ | بازی ۴۹ | برنده بازی ۴۶ |
| ------------- | ------- | ------------- |
|               |         |               |

| برنده بازی ۴۷ | بازی ۵۰ | برنده بازی ۴۸ |
| ------------- | ------- | ------------- |
|               |         |               |

### فینال
| برنده بازی ۴۹ | بازی ۵۱ | برنده بازی ۵۰ |
| ------------- | ------- | ------------- |
|               |         |               |